# Laugen
Als Laugen bezeichnet man eine Methode zur Metallgewinnung. Mit Hilfe dünner, wässriger Lösungen von Alkali- und Erdalkalicyaniden werden aus Erzen die Metalle und deren Legierungen herausgelöst.
Daneben wird auch die Behandlung von Holz mit alkalischen Lösungen als Laugen bezeichnet. Hiermit wird das Holz aufgehellt und dem natürlichen Nachdunkeln des Holzes entgegengewirkt sowie die Oberfläche vor Verschmutzungen geschützt. Dient das Laugen dem Entfernen von Farben oder Lacken, so spricht man vom Ablaugen.
Die 5 Segmente einer runden Kaisersemmel werden Laugen oder Zehen genannt.